# Fotolumineszcencia
A fotolumineszcencia egy olyan fizikai folyamat, amikor egy anyag fotonokat abszorbeál és ezeket újra kisugározza. Kvantummechanikai magyarázat szerint a fotolumineszcencia során gerjesztés történik egy nagyobb energiaállapotba, majd visszatérés az alacsonyabb energiaállapotba, mely során fotonkibocsátás történik.
A fotolumineszcencia több formája ismert, ezek a rezonáns sugárzás, a fluoreszkálás és a foszforeszkálás.
A fény abszorpciója és újrakibocsátása közötti idő tipikusan rövid (10 nanoszekundum nagyságrendű), de speciális körülmények mellett ez az idő akár órákig is eltarthat.

## A fotolumiszcencia formái

### Rezonáns sugárzás
A fotolumineszcencia legegyszerűbb formája a rezonáns sugárzás, amikor egy anyag különféle hullámhosszúságú fotonokat abszorbeál és ugyanannyi mennyiségű fotont azonnal ki is sugároz. Ebben a folyamatban nem történik jelentős energiaállapot-változás, a folyamat igen gyorsan zajlik le, 10 nanoszekundum nagyságrendben.

### Fluoreszkálás
A fluoreszkálás esetében az anyag elnyel (abszorbeál) különböző hullámhosszúságú elektromágneses sugárzásokat és ennek hatására fényt bocsát ki a bejövő sugárzástól eltérő hullámhosszon. A legtöbb esetben a kibocsátott fény hullámhossza hosszabb, és így kisebb energiával rendelkezik, mint az elnyelt sugárzás. 
Abban az esetben, amikor az abszorbeált sugárzás erős, lehetséges, hogy egy elektron két fotont abszorbeál; ez az úgynevezett két-fotonos abszorpció okozhatja, hogy a kibocsátott fény rövidebb hullámhosszúságú lesz, mint az elnyelt sugárzásé.

### Foszforeszkálás
A foszforeszkálás esetében, szemben a fluoreszkálással, a foszforeszkáló anyag nem azonnal sugározza ki azt a sugárzást, amit korábban abszorbeált. Ez a jelenség kapcsolatban van a kvantummechanika ismert „tiltott” energiaállapot átmeneteivel. Mivel ez az átmenet bizonyos anyagoknál igen lassan megy végbe, az abszorbeált sugárzás újra kisugárzása órákkal később, alacsonyabb intenzitással történik az eredeti gerjesztéshez képest.

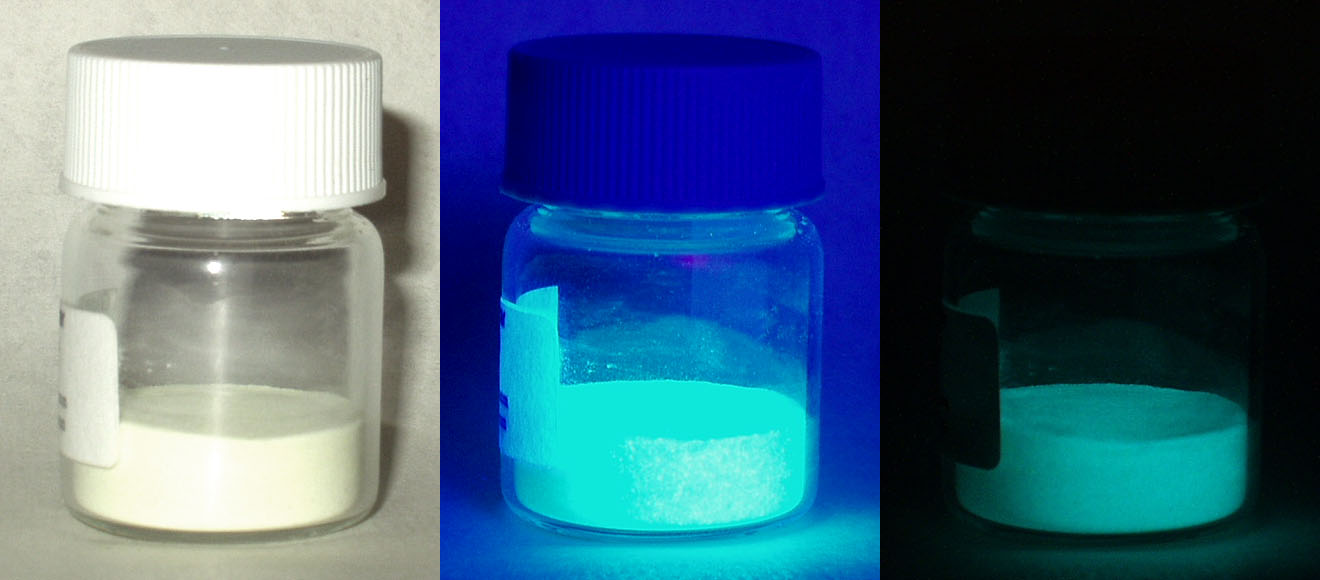
Foszforeszkáló por: látható fényben, UV fényben és teljes sötétségben

A generált foton a vörös szín felé tolódik el, ami arra utal, hogy vesztett az energiájából, amint azt a Jablonski-diagram mutatja.
A foszforeszkáló anyagok tanulmányozása vezetett el 1896-ban a radioaktivitás felfedezéséhez.

## Felhasználás

### Félvezetőipar
A fotolumineszcencia fontos technikai eszköz a félvezetőiparban, ahol a félvezetők tisztasága és a kristályok minősége fotolumineszcens módszerrel ellenőrizhető.
Az időfüggő fotolumineszcens eljárás során a mintát fényimpulzussal gerjesztik és a lumineszkálás csökkenését mérik, ami információt ad a minta minőségéről. Ezt a módszert használják például Gallium-arzenid félvezetők gyártásánál.

### Biztonsági alkalmazások
A fotolumineszcens anyagok egyik fő alkalmazási területe a biztonsági feliratok, jelzések kivitelezése.

### Hőmérsékletmérés
A foszfor-termometriában a fotolumineszcens anyagok hőmérsékletfüggését használják ki hőmérséklet mérésre.